# Boule-d'Amont
Boule-d'Amont (în catalană Bula d'Amunt) este o comună în departamentul Pyrénées-Orientales din sudul Franței. În 2009 avea o populație de 57 de locuitori.

## Evoluția populației
| An        | 1975 | 1982 | 1990 | 1999 | 2006 | 2009 |
| --------- | ---- | ---- | ---- | ---- | ---- | ---- |
| Populație | 47   | 70   | 71   | 73   | 56   | 57   |